# تپه چگا دم دم
تپه چگا دم دم مربوط به دوره اشکانیان است و در ایذه، ۱ کیلومتری میدان ورودی در جنوب شهر واقع شده و این اثر در تاریخ ۲۶ اسفند ۱۳۸۷ با شمارهٔ ثبت ۲۵۹۸۷ به‌عنوان یکی از آثار ملی ایران به ثبت رسیده است.